# Felix Rogge
Felix Rogge (geboren am 17. Januar 1989 in Neubrandenburg) ist ein deutscher Goalballsportler.
Der sehbehinderte Rogge (funktionelle Klassifizierung B3) spielt seit 2019 beim Rostocker GC Hansa, zuvor war er in Chemnitz beim BFV Ascota sowie in Marburg bei der SSG Blista aktiv. Mit Marburg und Chemnitz gewann er insgesamt drei deutsche Meisterschaften.
Zu seinen internationalen Erfolgen mit der deutschen Nationalmannschaft zählen ein 2. Platz bei der Weltmeisterschaft 2018 sowie der 1. Platz bei der Europameisterschaft 2019. Bei der Europameisterschaft 2007 erreichte er im Team den 3. Platz und 2011 Platz 7.
Rogge ist gelernter Fachinformatiker Systemintegration.